# Штеели, Конрад
Конрад Штеели (нем. Konrad Stäheli; 17 декабря 1866 года, Эгнах — 5 ноября 1931, Санкт-Галлен) — швейцарский стрелок, трёхкратный чемпион летних Олимпийских игр 1900 и 21-кратный чемпион мира.

## Летние Олимпийские игры 1900
На летних Олимпийских играх 1900 в Париже Штеели участвовал в соревнованиях по стрельбе из пистолета и винтовки. В одиночном пистолетном состязании он занял 3-е место, набрав 453 очков и выиграв бронзовую медаль. В командном его сборная заняла первое место, выиграв золотые награды.
В винтовочной стрельбе стоя Штеели занял 14-е место с 272 очками, с колена 1-ю позицию с 324 баллами, выиграв свою вторую золотую медаль, и лёжа 23-е место с 285 очками. В стрельбе из трёх позиций, в которой все ранее набранные очки складывались, он стал 9-м. В командном соревновании его сборная стала первой, получив золотые награды.

## Летние Олимпийские игры 1906
На неофициальных Олимпийских играх 1906 в Афинах Штеели стал двукратным чемпионом в стрельбе из произвольной винтовки с колена и среди команд. Он также получил серебряные награды в стрельбе с трёх позиций и с произвольной позиции и бронзу в стрельбе лёжа. Однако эти пять медалей не признаются МОКом, и они не считаются официальными.

## Чемпионаты мира
Штеели участвовал на чемпионатах мира с 1898 по 1914. Он стал 41-кратным чемпионом, 17-кратным серебряным и 11-кратным бронзовым призёров как в индивидуальных соревнованиях, так и в командных.